# Secretaría de Finanzas del Estado de Tabasco
La Secretaría de Finanzas del Estado de Tabasco es una dependencia de la administración pública estatal centralizada del estado mexicano de Tabasco. Es la encargada de la política hacendaria de la entidad, de administrar los ingresos y el gasto público.

## Facultades
Como todas las Dependencias de la administración pública centralizada, sus facultades se encuentran reglamentadas por la Ley Orgánica del Poder Ejecutivo del Estado de Tabasco.
Algunas sus facultades más importantes son:
- Regular e instrumentar los programas públicos de la Entidad, en materias de administración tributaria, financiera, ingresos, gasto público y procuración fiscal.
- Fungir como representante del Estado ante la Secretaría de Hacienda y Crédito Público y el Sistema Nacional de Coordinación Fiscal
- Formular y presentar al Gobernador los proyectos de Ley de Ingresos y de Presupuesto de Egresos.
- Proyectar y calcular los ingresos del Estado.
- Elaborar y presentar al Titular del Ejecutivo el anteproyecto de Presupuesto de Egresos.
- Recaudar los impuestos, derechos, productos, aprovechamientos, las contribuciones especiales, las participaciones federales y los fondos, los recursos provenientes de los convenios respectivos y demás recursos de origen federal, así como otros ingresos que correspondan al Estado.
- Dirigir y operar la negociación y llevar el Registro de Deuda Pública del Estado.
- Procurar la congruencia en la integración del Presupuesto de Egresos y el ejercicio del Gasto Público de Inversión, conforme al Plan Estatal de Desarrollo

## Estructura Orgánica Básica Actual
La Secretaría de Finanzas del Estado de Tabasco es encabezada por un Secretario, designado directamente por el Gobernador de Tabasco. Cuenta con la siguiente estructura orgánica:
1. Secretaría de Finanzas
  1. Coordinación General de Auditoría Fiscal
  2. Coordinación General de Inversiones y Fideicomisos
  3. Coordinación General Técnica
  4. Subsecretaría de Ingresos
  5. Subsecretaría de Egresos

### Organismos Descentralizados
1. Instituto de Seguridad Social del Estado de Tabasco (ISSET)

## Secretarios de Finanzas
Los Secretarios  más recientes son:
| Nombre                         | Inicio de Mandato       | Fin de Mandato           | Gobernador que lo designó/ratificó |
| ------------------------------ | ----------------------- | ------------------------ | ---------------------------------- |
| Lili Georgina De la Cruz Arias | 17 de febrero de 2024   | 30 de septiembre de 2024 | Carlos Manuel Merino Campos        |
| Luis Romeo Gurría Gurría       | 1 de junio de 2022      | 16 de febrero de 2022    | Carlos Manuel Merino Campos        |
| Said Arminio Mena Oropeza      | 26 de agosto de 2021    | 31 de mayo de 2022       | Carlos Manuel Merino Campos        |
| Said Arminio Mena Oropeza      | 1 de enero de 2019      | 26 de agosto de 2021     | Adán Augusto López                 |
| Amet Ramos Troconis            | 1 de enero de 2015      | 31 de diciembre de 2018  | Arturo Núñez Jiménez               |
| Víctor Lamoyi Bocanegra        | 1 de enero de 2013      | 31 de diciembre de 2014  | Arturo Núñez Jiménez               |
| José Manuel Saiz Pineda        | 1 de enero de 2007      | 31 de diciembre de 2012  | Andrés Granier Melo                |
| Alejandrino Bastar Cordero     | 31 de marzo de 2006     | 31 de diciembre de 2006  | Manuel Andrade Díaz                |
| Fernando Calzada Falcón        | 1 de enero de 2002      | 30 de marzo de 2006      | Manuel Andrade Díaz                |
| Fernando Calzada Falcón        | 1 de enero de 2001      | 31 de diciembre de 2001  | Enrique Priego Oropeza             |
| Leopoldo Díaz Aldecoa          | 26 de noviembre de 1999 | 31 de diciembre de 2000  | Roberto Madrazo Pintado            |
| Leopoldo Díaz Aldecoa          | 14 de junio de 1999     | 30 de noviembre de 1999  | Víctor Manuel Barceló Rodríguez    |
| Leopoldo Díaz Aldecoa          | 1 de enero de 1995      | 14 de junio de 1999      | Roberto Madrazo Pintado            |
| Fernando Calzada Falcón        |                         | 31 de diciembre de 1994  | Manuel Gurría Ordóñez              |
| Francisco Lastra Bastar        | 28 de enero de 1992     |                          | Manuel Gurría Ordóñez              |
| José Same Yabur Elías          | 1 de enero de 1989      | 28 de enero de 1992      | Salvador Neme Castillo             |
| Antonio Palavicini Murillo     | 1 de diciembre de 1987  | 31 de diciembre de 1988  | José María Peralta López           |